# A Hard Day’s Night (dal)
Az A Hard Day's Night a The Beatles együttes 1964-es, azonos címet viselő album nyitódala. Szerzője John Lennon, azonban Paul McCartney is segített megírásában. A dal az album mellett kislemezen is megjelent Angliában és az Egyesült Államokban (előbbi B-oldalán a Things We Said Today, addig utóbbi esetében az I Should Have Known Better volt megtalálható), amely mindkettő a slágerlisták élén volt (Amerikában két, Angliában négy hétig).  A dal feltűnik az Egy nehéz nap éjszakája című film nyitójelenetében is.
A dal (valamint a film és album címe is) Ringo Starr fejéből pattant ki, miután egy forgatási napot követően azt találta mondani, hogy "ez egy nehéz nap..." majd amikor az utcán észrevette, hogy besötétedett, hozzátette: "... estéje volt". Azonban a kifejezést ("a hard day's night") John használta elsőnek az In His Own Write című könyvében, amelyből Ringo idézhetett.
A dallam jellegzetessége még a nyitóhangja. Az együttes producere, George Martin szerint mivel ez volt az album és a film nyitánya, ezért hatásos bevezetőt szerettek volna alkalmazni. Az akkordot (Fadd9) George Harrison 12 húros Rickenbacker elektromos gitárján játszotta le, amit az együttes producere, George Martin fél sebességgel vett fel és kettőzött zongoraszólamot rögzített. Ehhez jött még Lennon Fadd9 akkordja az akusztikus gitáron, majd McCartney egy D12-t leütött a basszusgitárján és Starr is beszállt a cintányérral. Ennek lett a végeredménye a G9sus4 akkordú nyitány.

## Közreműködött
Ian MacDonald szerint:
- John Lennon – duplázott ének, elektromos és akusztikus gitár
- Paul McCartney – duplázott ének, basszusgitár
- George Harrison – szólógitár
- Ringo Starr – dob, bongo
- George Martin – zongora

## Jegyzetek

A dal nyitóakkordja (Fadd9)